# Dobrinj
Dobrinj (hrvaško Dobrinj, italijansko Dobrigno) je naselje na otoku Krku (Hrvaška).
Je središče istoimenske občine Dobrinj, ki spada v Primorsko-goransko županijo.

## Geografija
Dobrinj leži v notranjosti Krka, na okoli 200 mnm visokem griču, nad rodovitno dolino na severozahodnem delu otoka. Naselje je zgrajeno na robu griča. S cesto je povezano z okoliškimi naselji in obalo, kjer so v zalivu Soline ostanki nekdanjih solin.

## Demografija
| Pregled števila prebivalcev po letih | Pregled števila prebivalcev po letih | Pregled števila prebivalcev po letih | Pregled števila prebivalcev po letih | Pregled števila prebivalcev po letih | Pregled števila prebivalcev po letih | Pregled števila prebivalcev po letih | Pregled števila prebivalcev po letih | Pregled števila prebivalcev po letih | Pregled števila prebivalcev po letih | Pregled števila prebivalcev po letih | Pregled števila prebivalcev po letih | Pregled števila prebivalcev po letih | Pregled števila prebivalcev po letih | Pregled števila prebivalcev po letih |
| ------------------------------------ | ------------------------------------ | ------------------------------------ | ------------------------------------ | ------------------------------------ | ------------------------------------ | ------------------------------------ | ------------------------------------ | ------------------------------------ | ------------------------------------ | ------------------------------------ | ------------------------------------ | ------------------------------------ | ------------------------------------ | ------------------------------------ |
| 1857                                 | 1869                                 | 1880                                 | 1890                                 | 1900                                 | 1910                                 | 1921                                 | 1931                                 | 1948                                 | 1953                                 | 1961                                 | 1971                                 | 1981                                 | 1991                                 | 2001                                 |
| 382                                  | 420                                  | 451                                  | 484                                  | 545                                  | 464                                  | 453                                  | 390                                  | 356                                  | 323                                  | 286                                  | 215                                  | 159                                  | 122                                  | 122                                  |

## Gospodarstvo
Glavna gospodarska dejavnost sta obrt in kmetijstvo. V okolici so nasadi nasadi zelenjava, oljk in vinogradi.

## Zgodovina
Dobrinj se pod današnjim imenom v starih listinah prvič omenja že leta 1100 in je najstarejše naselje na Krku. V Dobrinju je stala ena od štirih največji utrdb na otoku. V njej je bilo pomembno središče glagolice na hrvaškem tistega časa.
Na osrednjem vaškem trgu stoji župnijska cerkev sv. Stjepana, ki se prav tako prvič omenja leta 1100. Cerkev je bila skozi stoletja večkrat gradbeno preurejena, zato njena arhitektura vsebuje elemente tako gotike kot tudi baroka.
Na vaškem pokopališču stoji cerkev sv. Trojice, postavljena v 16. stoletju, z zvonikom prigrajenim 1725.
Vzhodno od Dobrinja stoji zaselek Sveti Vid Dobrinjski z zgodnjeromansko cerkvico sv. Vida s prizmatičnim zvonikom, daritev »slavnega Dragoslava« prav tako iz leta 1100.
Severno od Dobrinja v naselju Soline, kjer so imeli Frankopanski knezi soline stoji romanska kapela sv. Filipa i Jakova iz 13. stoletja.

## Ljudje povetani s krajem
- Ivan Črnčić (1830-1897), hrvaški akademik
- Josip Uravić (1662-1797), hrvaški književnik

## Muzeji
V Dobrinju sta postavljeni na ogled dve muzejski zbirki:
- Sakralna muzejska zbirka, ki se nahaja v prostorih občine in
- Etnografska zbirka, ki se nahaja v rojstni hiši novinarja in publicista Ive Sučiča